# 平河ヒューテック
平河ヒューテック株式会社（ひらかわ、英文社名：Hirakawa Hewtech Corp.）は、東京都港区に本社を置く、電線、ネットワーク機器、光中継システムなどを製造、販売を行う企業。

## 沿革
- 1948年9月 - 平河電線株式会社設立。
- 1990年10月 - 株式会社ワイヤープロセス、株式会社ワイヤーモールドと合併し、現社名に変更。
- 2006年5月2日 - 東京証券取引所2部に上場。
- 2007年9月14日 - 東京証券取引所1部へ指定替え。

## 主要事業所
- 本社 - 東京都品川区
- 古河事業所 - 茨城県古河市
- 桃生工場 - 宮城県石巻市
- 福島工場 - 福島県伊達市
- 新潟工場 - 新潟県新潟市西蒲区
- 森町工場 - 静岡県周智郡森町

## 主要関係会社
- 明興電工株式会社

### 国内グループ企業
- 四国電線
- 新潟電子

### 海外グループ企業
- HIKAM AMERICA, INC.
- HIKAM ELECTRONICA DE MEXICO,S.A.DE C.V.
- HIKAM TECNOLOGIA DE SINALOA, S.A. DE C.V.
- 福泰克(深圳)電子有限公司
- 福泰克香港有限公司

## 主力製品・事業
- 電線
- ネットワーク機器
- 光中継システム
- 医療チューブ